# Ján Sudora
Ján Sudora (* 7. března 1938) je bývalý slovenský fotbalista, obránce.

## Fotbalová kariéra
V československé lize hrál za Slovan Bratislava a Jednotu Žilina. Gól nedal.

## Ligová bilance
| Ročník                                   | Zápasy | Góly | Klub              |
| ---------------------------------------- | ------ | ---- | ----------------- |
| 1. československá fotbalová liga 1959/60 | 1      | 0    | Slovan Bratislava |
| 1. československá fotbalová liga 1960/61 | 2      | 0    | Slovan Bratislava |
| 1. československá fotbalová liga 1966/67 | -      | 0    | Jednota Žilina    |
| 1. československá fotbalová liga 1967/68 | 3      | 0    | Jednota Žilina    |
| CELKEM                                   | -      | 0    |                   |